# Char de dépannage DNG/DCL
Pour les articles homonymes, voir DCL.
Le char de dépannage DNG/DCL (Dépanneur Nouvelle Génération ou Dépanneur du Char Leclerc) est un char de dépannage de la société Nexter basé sur le châssis du Leclerc et les éléments de dépannage du char de dépannage allemand Büffel. Développé en remplacement des AMX-30 D de l'armée française, il est appelé  DCL (première version) et DNG (seconde version) par l'armée française.
Son rôle premier est de récupérer les chars de plus de 50 tonnes et de les évacuer hors de la zone de combat. Mais il peut également les réparer (grâce à sa grue capable de détoureller un char) et servir d'engin du génie grâce à sa pelle.

## Équipements
- Treuil principal : longueur 180 m, force 35 t
- Treuil secondaire : longueur 230 m, force 1,5 t
- Grue : capacité de levage 30 t
- Une pelle de 3,40 m de largeur
- Un groupe électrogène
- 20 pots lance-fumigènes (DREB)
- 1 mitrailleuse de calibre 12,7 mm

## Service

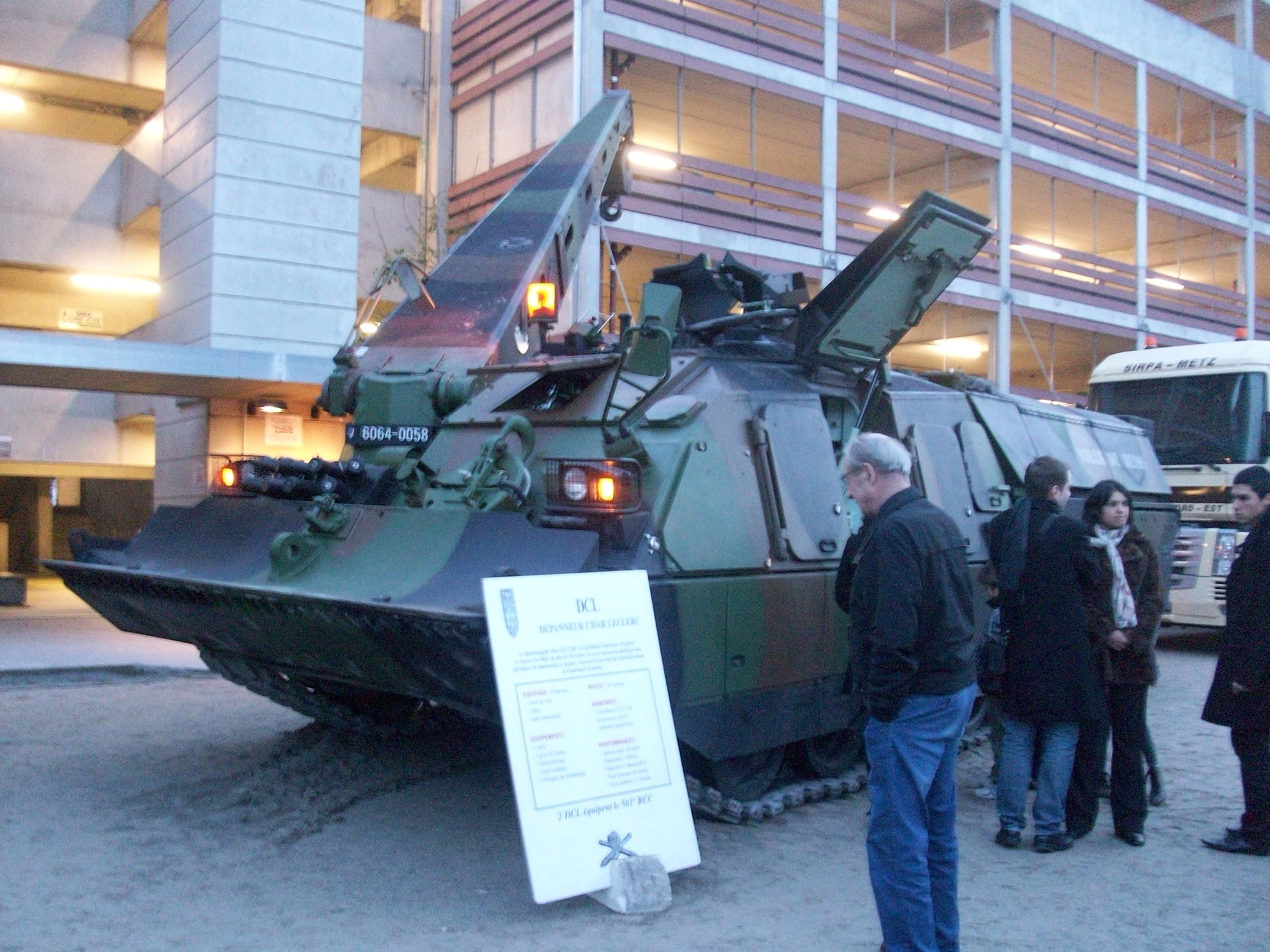
Un des 7 chars de dépannage DNG/DCL du en 2010.

18 DCL sont en service dans l'armée française dont un qui accompagna les 13 chars Leclerc qui furent déployés au Liban du Sud pour la mission de maintien de la paix avec la FINUL à la fin des années 2000. Les Émirats arabes unis ont acheté 46 DNG actuellement en service dans leur armée (en complément de la commande de 388 chars Leclerc).